# Nehalem (Oregón)
Nehalem es una ciudad ubicada en el condado de Tillamook en el estado estadounidense de Oregón. En el año 2007 tenía una población de 203 habitantes y una densidad poblacional de 326 personas por km².

## Geografía
Nehalem se encuentra ubicada en las coordenadas 45°42′57″N 123°53′44″O / 45.71583, -123.89556.

## Demografía
Según la Oficina del Censo en 2000 los ingresos medios por hogar en la localidad eran de $40,250 y los ingresos medios por familia eran $47,679. Los hombres tenían unos ingresos medios de $30,000 frente a los $27,813 para las mujeres. La renta per cápita para la localidad era de $15,408. Alrededor del 7.7% de la población estaban por debajo del umbral de pobreza.